# 細田満和子
細田 満和子（ほそだ みわこ、1969年 - ）は、日本とアメリカ合衆国を拠点とする社会学者。星槎大学教授。国際社会学会医療社会学部会（International Sociological Association RC15 Sociology of Health）会長。アジア太平洋社会学（Asia Pacific Sociological Association)副会長。一般社団法人Inclusive Action For All代表理事。

## 経歴・人物
1969年栃木県鹿沼市生まれ。1988年栃木県立宇都宮女子高等学校卒業、東京大学文科三類入学。1992年東京大学文学部社会学科卒業。2002年東京大学大学院人文社会系研究科博士課程満期退学。2003年から2006年まで日本学術振興会特別研究員（PD）。2006年「病いの経験と主体の「変容」 再び〈生きる〉ために」で博士（社会学）の学位を取得。2005年からコロンビア大学メイルマン公衆衛生大学院アソシエイトを経て、2008年から2012年までハーバード公衆衛生大学に移って研究を続けた。2012年星槎大学共生科学部教授、2013-20年副学長。2013-20年公益財団法人がん研究会評議員。医療社会学、生命倫理学、患者アドボカシー、医療政策、公共性論、国際保健などをテーマに研究を行っている。

## 著作
- 『「チーム医療」の理念と現実 看護に生かす医療社会学からのアプローチ』日本看護協会出版会・ナーシングトゥデイコレクション、2003
- 『脳卒中を生きる意味 病いと障害の社会学』青海社、2006
- 『パブリックヘルス　市民が変える医療社会 アメリカ医療改革の現場から』明石書店、2012
- 『チーム医療とは何か―医療とケアに生かす社会学からのアプローチ』日本看護協会出版会、2012
- 『知って得する予防接種の話』東洋経済新報社、2013
- 『復興は現場からはじまる―子どもたちの心のケアと共生社会に向けた取り組み』上昌広共編著　明石書店、2014
- 『グローカル共生社会へのヒント　いのちと健康を守る世界の現場から』星槎大学出版会・かまくら春秋社、2015
- 『チーム医療とは何か　第2版　ー患者・利用者本位のアプローチに向けて』日本看護協会出版会、2021